# Juhani Raiskinen
Raimo Juhani Raiskinen, född 29 september 1937 i Helsingfors, död 5 juni 2016 i Jämsä, var en finländsk dirigent och operachef.
Efter studier vid Sibelius-Akademin 1952–1964 var Raiskinen ljudtekniker vid Finlands rundradio 1959–1963. Han var teaterkapellmästare i Tammerfors 1963–1969, dirigent för Tammerfors stadsorkester 1969–1973, planeringschef vid Finlands nationalopera 1973–1974 och dess chef 1974–1984. Han var återigen teaterkapellmästare i Tammerfors 1984–1987. Från 1992 var han verksam i Göteborg: 1992–1994 som professor vid operahögskolan och 1994–1996 som konstnärlig ledare för operan. Han var chef för Finlands nationalopera 1997–2001.